# Octavio Zambrano
Manuel Octavio Zambrano Viera (ur. 3 lutego 1958 w Guayaquil) – ekwadorski piłkarz występujący na pozycji ofensywnego pomocnika, trener piłkarski.

## Kariera piłkarska
Zambrano pochodzi z miasta Guayaquil, rozpoczynał swoją piłkarską karierę w tamtejszym klubie Guayaquil SC (w późniejszym czasie UD Valdez). Występował na pozycji ofensywnego pomocnika i był regularnie powoływany do młodzieżowych reprezentacji Ekwadoru. W wieku siedemnastu lat zadebiutował w ekwadorskiej Serie A w meczu z Deportivo Quito. Jego udane występy zaowocowały zainteresowaniem ze strony krajowego giganta – zespołu Barcelona SC, w którym jako osiemnastolatek pomyślnie zdał testy. Do transferu jednak nie doszło z powodu zbyt wysokich oczekiwań finansowych Guayaquil SC, a według przepisów ekwadorskiej federacji swoją kartę zawodniczą (oraz możliwość transferu do wybranego przez siebie klubu) zawodnik mógł otrzymać dopiero po dwóch latach spędzonych bez przynależności klubowej.
W wyniku tej sytuacji Zambrano zdecydował się przenieść na wspomniane dwa lata do Stanów Zjednoczonych, gdzie rozpoczął studia politologii na Chapman University w Orange, w Kalifornii, a następnie planował wrócić do Ekwadoru i starać się o angaż w Barcelonie. Ostatecznie zdecydował się jednak osiąść w Kalifornii na stałe. Podczas studiów na Chapman University występował w uczelnianym zespole piłkarskim. Dwukrotnie wywalczył z nim mistrzostwo konferencji zachodniej, a w sezonie 1980 otrzymał nagrodę dla najlepszego debiutanta w drużynie. Równocześnie występował w ekipie Los Angeles Lazers w rozgrywkach futbolu halowego Major Indoor Soccer League. Już w wieku 25 lat zdecydował się jednak zakończyć piłkarską karierę, wobec niewielkich perspektyw przejścia na zawodowstwo.

## Kariera trenerska
Po zakończeniu kariery Zambrano pracował z sukcesami jako trener juniorskich zespołów w Kalifornii. Był grającym trenerem Galactica Soccer Club, występującego w amatorskich rozgrywkach Greater Los Angeles League, po czym został zatrudniony w klubie California Emperors, rywalizującego w American Professional Soccer League (APSL). Tam był dyrektorem ds. rozwoju i zarazem asystentem szkoleniowca Rildo. Następnie założył złożony głównie z latynoskich imigrantów zespół Los Angeles Salsa, z którym zwyciężył w prestiżowym młodzieżowym turnieju McGuire Cup. W latach 1993–1994 był trenerem East Los Angeles Cobras. W 1994 roku otrzymał nagrodę dla najlepszego szkoleniowca konferencji zachodniej rozgrywek United Systems of Independent Soccer Leagues (USISL). Wyrobił licencje trenerskie UEFA A, a także USSF Coaching A Licence.
W 1996 roku Zambrano został asystentem trenera Lothara Osiandera w klubie Los Angeles Galaxy, który przystąpił do nowo powstałych zawodowych rozgrywek Major League Soccer. Po zwolnieniu Osiandera w czerwcu 1997, objął (początkowo tymczasowo, później już permanentnie) stanowisko pierwszego szkoleniowca Galaxy. W rozgrywkach 1998 doprowadził drużynę do pierwszego miejsca w konferencji zachodniej. Wówczas także jego drużyna wywalczyła wicemistrzostwo MLS (finał MLS Cup), zdobyła trofeum MLS Supporters' Shield dla najlepszej ekipy sezonu regularnego, a także ustanowiła ligowy rekord w ilości zdobytych bramek w regularnym sezonie (85 zdobytych goli w 32 meczach). Ponadto w 1997 roku podopieczni Zambrano dotarli do finału kontynentalnych rozgrywek Pucharu Mistrzów CONCACAF jako pierwsza amerykańska drużyna w historii. Jego ekipa słynęła z ofensywnego stylu gry, a sam Zambrano był pierwszym trenerem w MLS, który wprowadził na szeroką skalę metodologię szkolenia juniorów w ramach struktur klubowych. Został zwolniony ze stanowiska w kwietniu 1999, po niemal dwóch latach pracy.

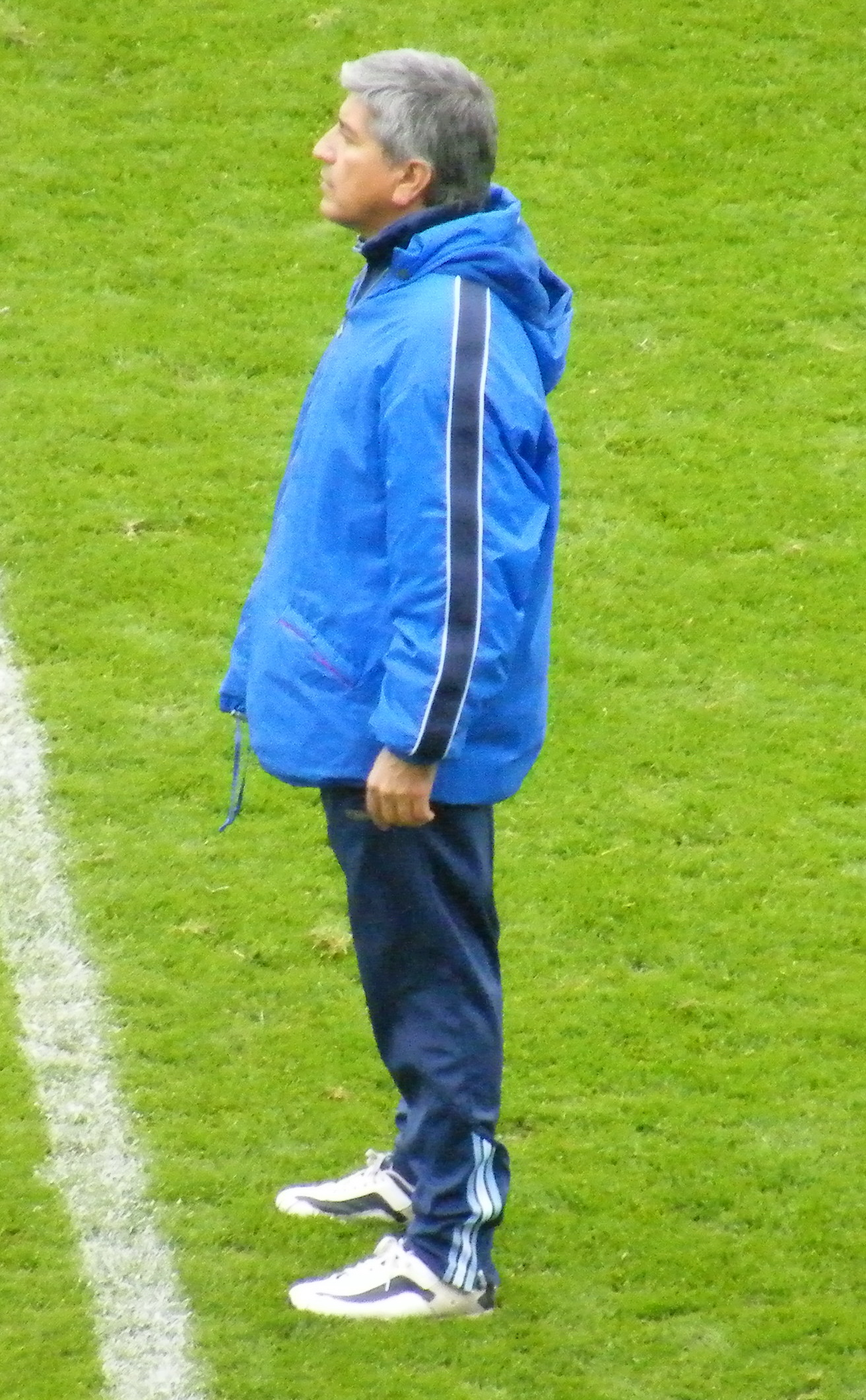
Zambrano jako trener Tatabányi (2008)

W styczniu 2000 Zambrano został trenerem nowojorskiego MetroStars (obecnie New York Red Bulls). W sezonie 2000 zajął z nim pierwsze miejsce w konferencji wschodniej – było to pierwsze takie osiągnięcie w dziejach klubu. Dwa kolejne sezony były jednak w wykonaniu jego podopiecznych słabsze (odpowiednio drugie i czwarte miejsce w konferencji). Ekipę MetroStars prowadził przez niecałe trzy lata. Został zwolniony w październiku 2002, bezpośrednio po niezakwalifikowaniu się z zespołem do play-offów. Podczas swojego pobytu w MLS trzykrotnie był wybierany do roli trenera drużyny gwiazd ligi – MLS All-Star Game. Po odejściu z MetroStars, Zambrano przez cztery lata pozostawał bez klubu. W 2006 roku za pośrednictwem rosyjskiego agenta piłkarskiego znalazł zatrudnienie w Mołdawii, gdzie przez niecałe dwa lata bez większych sukcesów prowadził ekipę Tiligul-Tiras Tyraspol.
W 2008 roku Zambrano objął węgierskiego drugoligowca FC Tatabánya, którego właścicielem był Amerykanin David Altomore. Odszedł z drużyny w lipcu 2009, bezpośrednio po zbyciu klubu przez Altomore'a. W latach 2010–2011 ponownie pracował w MLS, tym razem będąc asystentem Petera Vermesa w Sportingu Kansas City. W styczniu 2012 został trenerem kolumbijskiego spadkowicza z pierwszej ligi – drużyny Deportivo Pereira. Władzom Pereiry polecił go związany z tym klubem Juan Carlos Osorio, były asystent Zambrano z MetroStars. Wraz z tym zespołem zanotował świetny jesienny sezon Finalización 2012, zajmując pierwsze miejsce w tabeli z rekordową zdobyczą 43 punktów (od wprowadzenia półrocznych sezonów w Kolumbii żadna ekipa nie zdobyła więcej punktów w pojedynczych rozgrywkach). Mimo to nie zdołał jednak awansować z Pereirą do pierwszej ligi, a w kwietniu 2013 wobec serii słabych wyników został przeniesiony na stanowisko menadżera sportowego.
W sierpniu 2014 Zambrano podpisał umowę z rodzimym CD El Nacional ze stołecznego Quito, jednym z bardziej zasłużonych klubów w Ekwadorze. Bez większych sukcesów (piąte i szóste miejsce w tabeli) prowadził go przez dziewięć miesięcy – został zwolniony w maju 2015. We wrześniu 2016 objął walczącą o utrzymanie w lidze ekwadorskiej ekipę Delfín SC. Zdołał ją uchronić przed relegacją w ostatniej kolejce ligowej, lecz odszedł z Delfína już w grudniu w wyniku różnicy zdań z zarządem klubu. W marcu 2017 został selekcjonerem reprezentacji Kanady, przechodząc tym samym do historii jako pierwszy Ekwadorczyk, który objął zagraniczną kadrę. Cztery miesiące później poprowadził ją w rozgrywkach Złotego Pucharu CONCACAF, gdzie Kanadyjczycy ulegli w ćwierćfinale Jamajce (1:2). Kanadyjska kadra zdołała wówczas wyjść z grupy na Złotym Pucharze po raz pierwszy od ośmiu lat. Przez krajowe media Zambrano był chwalony za odmłodzenie składu (za jego kadencji w kadrze zadebiutował m.in. Alphonso Davies) oraz próbę implementacji bardziej ofensywnego stylu gry, w przeciwieństwie do swojego poprzednika, preferującego defensywne ustawienie Benito Floro. W styczniu 2018 został niespodziewanie zwolniony ze stanowiska, po dziesięciu miesiącach pracy. Media donosiły o różnicy poglądów między selekcjonerem a kanadyjską federacją.
W czerwcu 2018 Zambrano został szkoleniowcem kolumbijskiego Independiente Medellín. W jesiennym sezonie Finalización 2018 zdobył z tą drużyną wicemistrzostwo Kolumbii. Kolejne rozgrywki okazały się jednak dla Medellín dużo słabsze – w pierwszych 13 meczach ligowych zanotowali tylko 3 zwycięstwa, zaś z Copa Libertadores odpadli już w drugiej rundzie (był to najgorszy występ w Pucharze Wyzwolicieli w historii klubu). W kwietniu 2019 Zambrano został zwolniony ze stanowiska, zostawiając drużynę na trzynastym miejscu w tabeli. We wrześniu 2019 zastąpił Alexisa Garcíę na stanowisku trenera innej kolumbijskiej drużyny Deportivo Pasto, lecz już po dwóch miesiącach w kontrowersyjnych okolicznościach zrezygnował z posady z powodu zaległości płacowych.